# Betty Marsden
Betty Marsden (* 24. Februar 1919 in Liverpool; † 18. Juli 1998 in London) war eine britische Schauspielerin.

## Leben
Die aus ärmlichen Verhältnissen stammende Marsden verließ bereits im Alter von sechs Jahren ihr Elternhaus und wurde von einer Musiklehrerin aus Somerset erzogen. Diese erkannte früh das Talent ihres Schützlings und förderte sie. Mit 12 Jahren gewann Betty Marsden ein Stipendium für die Italia Conti-Schauspielschule und erhielt erste Auftritte. Während des Zweiten Weltkrieges arbeitete sie bei der Truppenbetreuung („Ensa“). 
Obwohl sie eine Karriere als Bühnenschauspielerin in klassischen Rollen anstrebte, wurde sie aufgrund ihres komödiantischen Talentes meist auf komische Rollen festgelegt. In den 1950er Jahren spielte sie in zahlreichen Revuen u. a. beim Edinburgh Festival, am Londoner West End als jüngste Peter Pan-Darstellerin ihrer Zeit sowie neben Stanley Baxter in der Revue The Brighter Side. 
Besonders großen Erfolg hatte Betty Marsden jedoch als Radio-Komikerin. Ab 1958 wirkte sie neben Kenneth Horne und Kenneth Williams in den Radiosendungen Beyond Our Ken und Round the Horne mit. Sie spielte hierbei zahlreiche Sketche aus der Feder der Autoren Barry Took und Marty Feldman und verkörperte bis heute in ihrem Heimatland populäre Charaktere wie „Daphne Whitethigh“, „Fanny Haddock“, „Dame Celia Volestrangler“ und „Lady Beatrice Counterblast“. Als Kenneth Horne 1969 starb, wurden diese Radiosendungen abgesetzt.
In der Folgezeit spielte Betty Marsden in verschiedenen Spielfilmproduktionen wie Was der Butler sah (mit Michael Ward unter der Regie von Lindsay Anderson) und zwei Filmen der Carry-On-Filmreihe: Carry On Regardless und Carry On Camping.
Später verlagerte Marsden ihren künstlerischen Schwerpunkt wieder auf die Bühne. Sie übernahm 1975 die Rolle der „Tante Dahlia“ in dem lose auf dem Wodehouse-Roman Alter Adel rostet nicht Musical By Jeeves von Andrew Lloyd Webber. Sie spielte die „Lady Bracknell“ in Oscar Wildes Ernst sein ist alles, die „Martha“ in Edward Albees Wer hat Angst vor Virginia Woolf? und trat noch wenige Monate vor ihrem Tod in einer Peter-Pan-Inszenierung am National Theatre auf.
Daneben arbeitete sie weiterhin für den Hörfunk sowie als Sprecherin für Hörbücher. Ihre letzte Produktion war eine Hörspielfassung von C.S. Lewis’ Chroniken von Narnia für die BBC im Juli 1998.
Betty Marsden starb nach mehreren Herzanfällen am 18. Juli 1998 im Alter von 79 Jahren.

## Filmografie
- 1937: The Rat
- 1956: Ramsbottom Rides Again
- 1961: Nicht so toll, Süßer (Carry On Regardless)
- 1964: Die Lederjungen (The Leather Boys)
- 1966: Die total verrückte Büroparty (The Wild Affair)
- 1969: Das total verrückte Campingparadies (Carry On Camping)
- 1969: Callan (Fernsehserie, 1 Folge)
- 1982: Britannia Hospital
- 1983: Ein ungleiches Paar (The Dresser)
- 1988: Klein-Dorrit (Little Dorrit)
- 1989: The Bill (Fernsehserie, 1 Folge)
- 1990: Inspektor Morse, Mordkommission Oxford (Inspector Morse; Fernsehserie, 1 Folge)
- 1992: Casualty (Fernsehserie, 1 Folge)

## Einzelbelege
1. ↑   Alan Ayckburn: Hintergrund zu dem Musical By Jeeves, aufgerufen am 3. Mai 2016

| Personendaten    | Personendaten            |
| ---------------- | ------------------------ |
| NAME             | Marsden, Betty           |
| KURZBESCHREIBUNG | britische Schauspielerin |
| GEBURTSDATUM     | 24. Februar 1919         |
| GEBURTSORT       | Liverpool                |
| STERBEDATUM      | 18. Juli 1998            |
| STERBEORT        | London                   |